# Cuckmere
Cuckmere (ang. Cuckmere River) – rzeka w południowo-wschodniej Anglii, w hrabstwie East Sussex. Długość rzeki wynosi około 32 km.
Źródło rzeki znajduje się w północnej części parku Heathfield Park, na wschód od miasta Heathfield. W górnym biegu rzeka płynie na południe, dalej skręca na południowy zachód. Przepływa przez miasto Hailsham i wieś Alfriston. Uchodzi do kanału La Manche, na wschód od miasta Seaford, na terenie parku narodowego South Downs. Na wschód od ujścia rozciąga się pasmo klifów Seven Sisters.